# Horodîsko, Starîi Sambir
Horodîsko (în ucraineană Городисько) este un sat în comuna Nove Misto din raionul Starîi Sambir, regiunea Liov, Ucraina.

## Demografie
Componența lingvistică a localității Horodîsko
     Ucraineană (97,71%)
     Alte limbi (0,76%)
Conform recensământului din 2001, majoritatea populației localității Horodîsko era vorbitoare de ucraineană (97,71%), existând în minoritate și vorbitori de polonă (1,53%).